# Alfarería en la provincia de Zaragoza

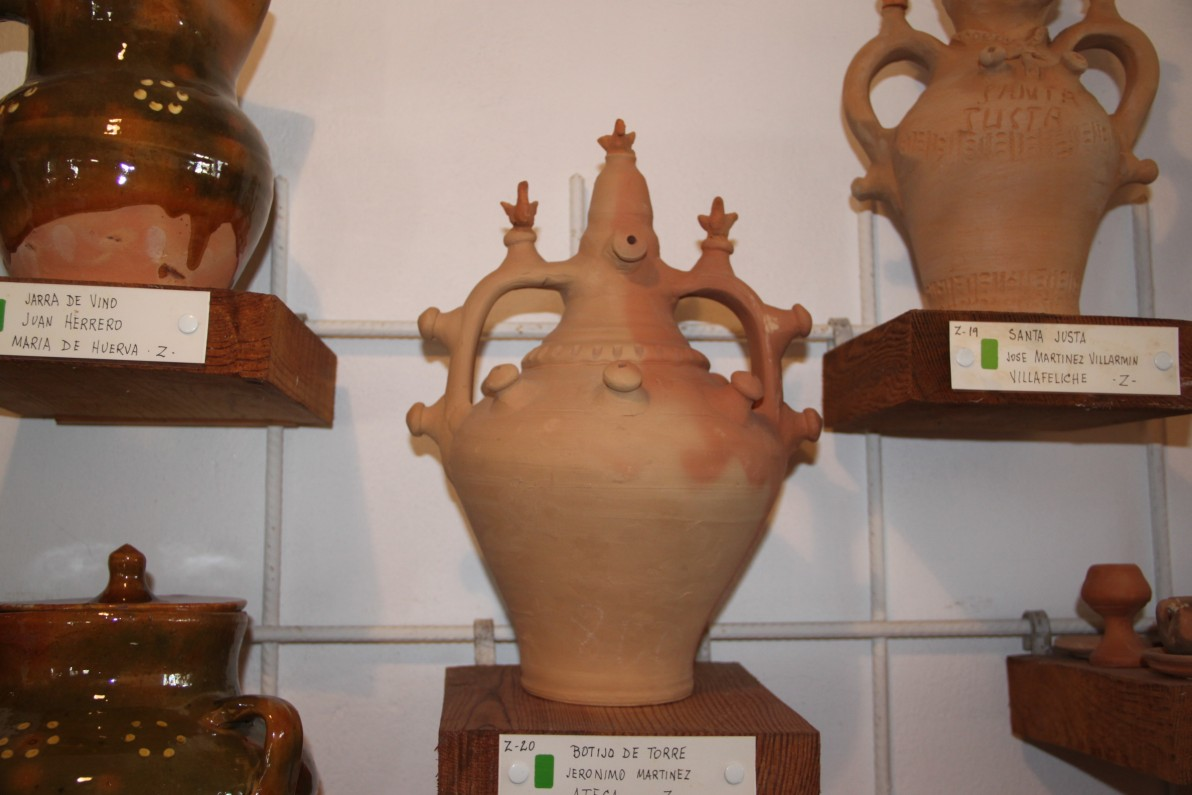
Botijo de torre, pieza tradicional de la alfarería de agua aragonesa fabricada en Ateca. En el centro, un botijo “de engaño o de trampa”, de uso lúdico o decorativo.

La alfarería en la provincia de Zaragoza (España), más allá de los precedentes arqueológicos datados con anterioridad a la romanización, reúne el conjunto de la obra artesanal producida con limitada o primitiva tecnología y tosca elaboración, en un contexto social familiar y para uso utilitario y funcional. A partir de estudios generales y trabajos de campo realizados en el siglo xx por etnógrafos como Natacha Seseña,María Isabel Álvaro Zamora o Guadalupe González-Hontoria, tiene precedentes documentales desde el siglo xviii en el Catastro de Ensenada (1752) y en las Memorias políticas y económicas de Eugenio Larruga (1792), y luego en el Diccionario geográfico-estadístico-histórico (1846-1850) de Pascual Madoz.

## Historia
Destaca Seseña el «arcaísmo de la cantería manual», o decoraciones características como el “cordoncillo”, y los “pellizcos” o “peñones” (tradiciones cuyo origen se remonta quizá a la Edad del Bronce). También resultan singulares algunas formas de la cantarería, en centros alfareros provinciales como Sestrica, Illueca, Jarque, o Tierga. En el capítulo de la alfarería del vino deben mencionarse así mismo la cacharrería de barro compuesta por jarras, jarros y cantarillas vinateras, para el consumo de mesa.
A pesar de la expulsión de los moriscos en 1610, es destacable el legado mudéjar en el campo de la azulejería y su aplicación en los recursos arquitectónicos usados en edificios religiosos, con ejemplos singulares como las iglesias de Maluenda o Tobed, o la basílica del Pilar en la capital de la provincia.

## Alfares más importantes
Entre los focos más productivos en el campo de la ollería (con centros aun activos), pueden destacarse los situados a lo largo de la vega del río Jalón (en el ámbito comarcar de Calatayud), y los alfares de cantarería de Muel, activos desde el siglo xvi.

### Muel
Uno de los focos con mayor producción y variedad, tanto en alfarería de basto como en vajilla morisca de platos, escudillas, jarros, cantarillas, orzas, y cuencos. Excavaciones realizadas por José Galiay en192 y Luis María Llubiá en 1952, sitúan los primeros alfares y obradores fuera del recinto amurallado, junto al río Huerva y colindantes con el camino real a Zaragoza. El propio Llubiá llegó a documentar 128 alfareros desde 1575 hasta 1883.
Entre la amplia variedad de piezas estudiadas, la etnógrafa Álvaro Zamora cita las curiosas “escudillas de parto”, datadas ya entre los 
siglos xv al xvii, «usadas para dar caldo a las recién paridas: tazones semiesféricos con asas, que debieron de incluir algún tipo de vertedor que permitiese beber de ellas sin incorporarse del lecho».
Capítulo aparte merecen las mencionadas lozas de Muel, cuya fama y tradición como artífices del reflejo metálico quedó documentada ya en 1585 en el relato del arquero Henrique Cock, miembro del séquito de Felipe II, a su paso por esa localidad.

### Sestrica
De la obra basta más antigua, destacan las “terrizas y terrizones”, y especialmente las tinajas, de varias medidas, llegando a tener las de encargo hasta 300 o 400 litros de cabida.

### Lumpiaque
Seseña anota la obra documentada de alfareros en esta localidad desde el siglo xvii. Trabajaron en hornos cuadrados tanto exteriormente como en su interior, y de su producción, destaca la orginalidad de sus cántaros de «cuerpo estilizado, abombado en su palte superior, cuello muy corto y moldurado, del que partía su única asa», que se llegó a fabricar en tres tamaños, para el agua, y con un modelo similar como cántaro para arrope. Otra pieza singular son los “terrizos”, barreños vidriados en su interior y decorados con cuatro bandas amarilla en el ala; sus seis tamaños se llamaban: lavamanos, hierbas pequeño, hierbas grande o fregadero, mondonguero y arrobero. También se pueden citar las parras u orzas para conservas, similares a la de Miravet, en Tarragona.

## Selección de piezas

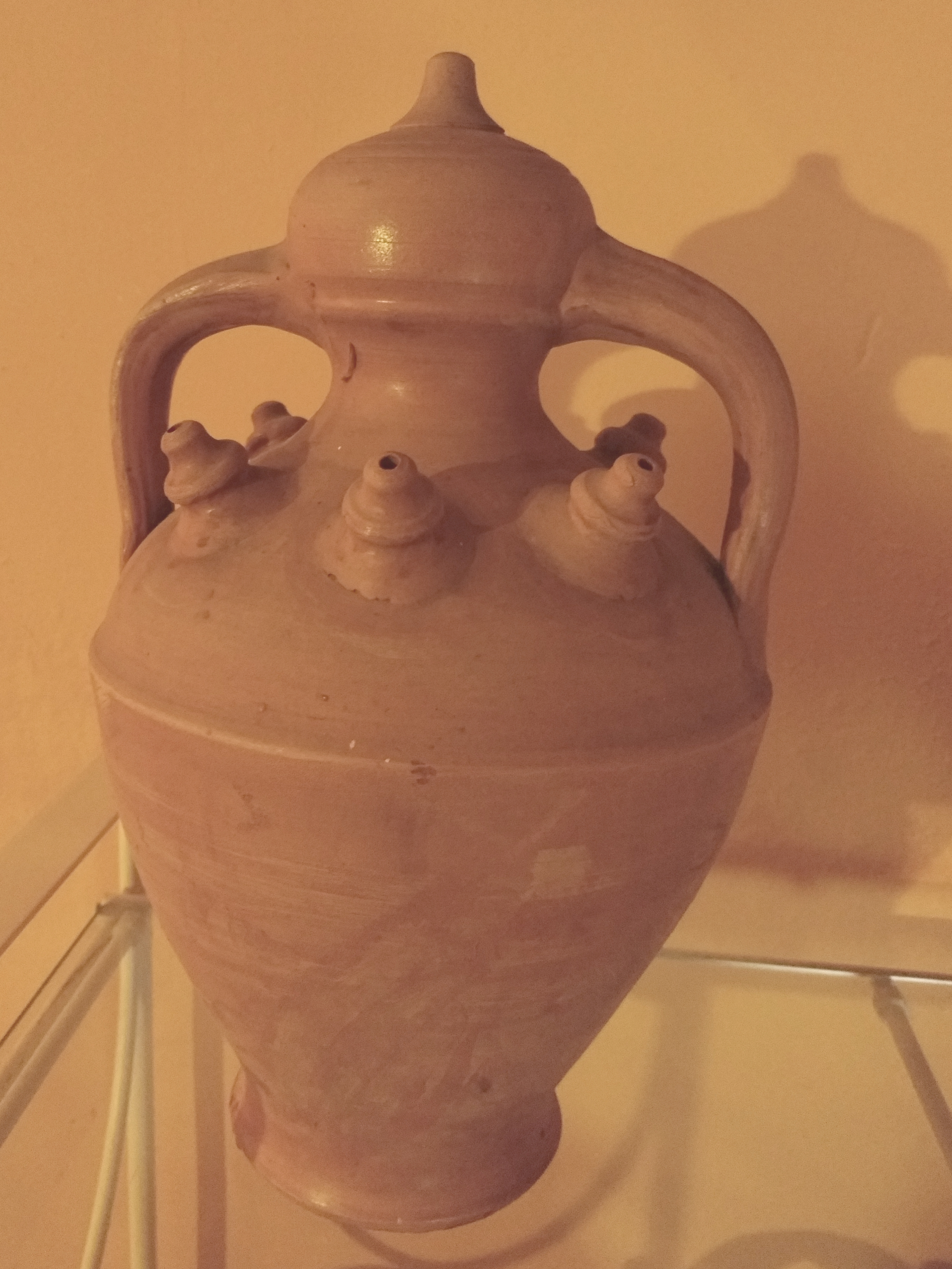
Rallo de Magallón
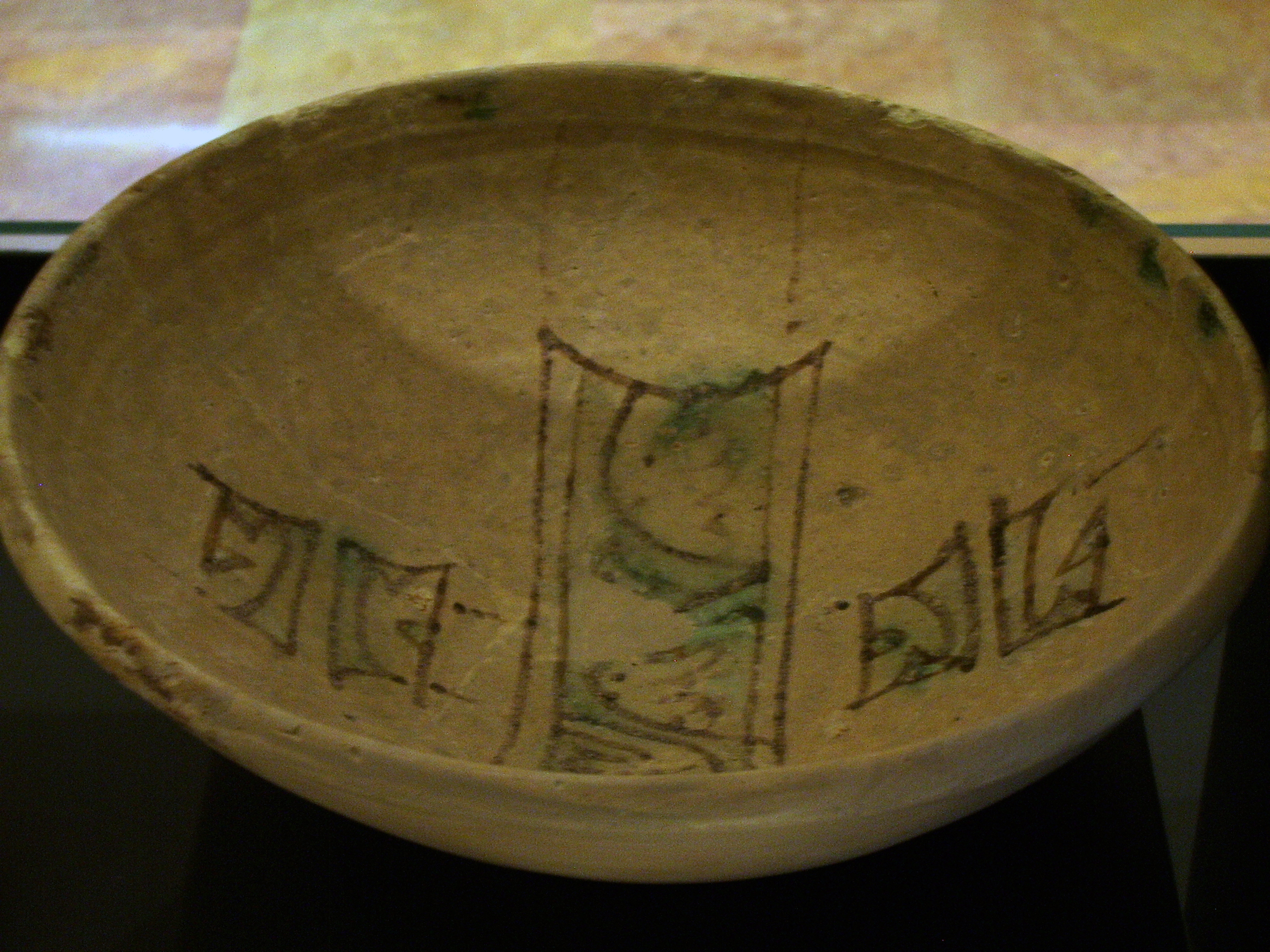
Ataifor andalusí del siglo xi